# Commission de la santé et des services sociaux des Premières Nations du Québec et du Labrador
 (novembre 2023).
Pour les articles homonymes, voir Commission de la santé.
La Commission de la santé et des services sociaux des Premières Nations du Québec et du Labrador (CSSSPNQL) est un organe de l'Assemblée des Premières Nations du Québec et du Labrador (APNQL) qui s'occupe de la santé et des services sociaux chez les autochtones. Située sur le territoire de la réserve indienne de Wendake.